# Crenigomphus abyssinicus
Crenigomphus abyssinicus är en trollsländeart som först beskrevs av Selys 1878.  Crenigomphus abyssinicus ingår i släktet Crenigomphus och familjen flodtrollsländor. IUCN kategoriserar arten globalt som sårbar. Inga underarter finns listade i Catalogue of Life.